# Malaysian Open 2011 - Qualificazioni singolare
Le qualificazioni del singolare  del Malaysian Open 2011 sono state un torneo di tennis preliminare per accedere alla fase finale della manifestazione. I vincitori dell'ultimo turno sono entrati di diritto nel tabellone principale. In caso di ritiro di uno o più giocatori aventi diritto a questi sono subentrati i lucky loser, ossia i giocatori che hanno perso nell'ultimo turno ma che avevano una classifica più alta rispetto agli altri partecipanti che avevano comunque perso nel turno finale.

## Giocatori

### Teste di serie
1. Tejmuraz Gabašvili (qualificato)
2. Tatsuma Itō (ultimo turno)
3. Rik De Voest (qualificato)
4. Marinko Matosevic (qualificato)

1. Yūichi Sugita (secondo turno)
2. Michael Yani (ultimo turno)
3. Rajeev Ram (ultimo turno)
4. Riccardo Ghedin (secondo turno)

### Qualificati
1. Tejmuraz Gabašvili
2. Mikhail Ledovskikh

1. Rik De Voest
2. Marinko Matosevic

## Tabellone qualificazioni

### Sezione 1
|  | Primo turno        | Primo turno        | Primo turno        | Primo turno | Primo turno |  |  | Secondo turno | Secondo turno      | Secondo turno      | Secondo turno | Secondo turno |   |   | Ultimo turno | Ultimo turno       | Ultimo turno       | Ultimo turno | Ultimo turno |  |
|  |                    |                    |                    |             |             |  |  |               |                    |                    |               |               |   |   |              |                    |                    |              |              |  |
|  |                    |                    |                    |             |             |  |  |               |                    |                    |               |               |   |   |              |                    |                    |              |              |  |
|  |                    |                    |                    |             |             |  |  | 1             | Tejmuraz Gabašvili | Tejmuraz Gabašvili | 6             | 6             |   |   |              |                    |                    |              |              |  |
|  | WC                 | Wan Abdul Aziz     | Wan Abdul Aziz     | 1           | 0           |  |  |               | Alexander Lazov    | Alexander Lazov    | 1             | 1             |   |   |              |                    |                    |              |              |  |
|  |                    | Alexander Lazov    | Alexander Lazov    | 6           | 6           |  |  |               |                    |                    |               |               |   |   | 1            | Tejmuraz Gabašvili | Tejmuraz Gabašvili | 6            | 6            |  |
|  | Zhang Ze           | Zhang Ze           | Zhang Ze           | 6           | 6           |  |  |               |                    |                    | Zhang Ze      | Zhang Ze      | 2 | 4 |              |                    |                    |              |              |  |
|  | Ariez Deen Heshaam | Ariez Deen Heshaam | Ariez Deen Heshaam | 4           | 0           |  |  |               | Zhang Ze           | Zhang Ze           | 6             | 6             |   |   |              |                    |                    |              |              |  |
|  |                    |                    |                    |             |             |  |  | 5             | Yūichi Sugita      | Yūichi Sugita      | 3             | 4             |   |   |              |                    |                    |              |              |  |
|  |                    |                    |                    |             |             |  |  |               |                    |                    |               |               |   |   |              |                    |                    |              |              |  |

### Sezione 2
|  | Primo turno        | Primo turno        | Primo turno        | Primo turno | Primo turno |  |  | Secondo turno | Secondo turno      | Secondo turno      | Secondo turno      | Secondo turno |   |    | Ultimo turno | Ultimo turno | Ultimo turno | Ultimo turno | Ultimo turno |  |
|  |                    |                    |                    |             |             |  |  |               |                    |                    |                    |               |   |    |              |              |              |              |              |  |
|  |                    |                    |                    |             |             |  |  |               |                    |                    |                    |               |   |    |              |              |              |              |              |  |
|  |                    |                    |                    |             |             |  |  | 2             | Tatsuma Itō        | Tatsuma Itō        | 7                  | 6             |   |    |              |              |              |              |              |  |
|  | Koki Matsunaga     | Koki Matsunaga     | Koki Matsunaga     | 3           | 5           |  |  |               | Jean-René Lisnard  | Jean-René Lisnard  | 65                 | 2             |   |    |              |              |              |              |              |  |
|  | Jean-René Lisnard  | Jean-René Lisnard  | Jean-René Lisnard  | 6           | 7           |  |  |               |                    |                    |                    |               |   |    | 2            | Tatsuma Itō  | 7            | 2            | 6            |  |
|  | Mikhail Ledovskikh | Mikhail Ledovskikh | Mikhail Ledovskikh | 6           | 7           |  |  |               |                    |                    | Mikhail Ledovskikh | 65            | 6 | 78 |              |              |              |              |              |  |
|  | Gong Maoxin        | Gong Maoxin        | Gong Maoxin        | 4           | 5           |  |  |               | Mikhail Ledovskikh | Mikhail Ledovskikh | 6                  | 6             |   |    |              |              |              |              |              |  |
|  |                    |                    |                    |             |             |  |  | 8             | Riccardo Ghedin    | Riccardo Ghedin    | 4                  | 4             |   |    |              |              |              |              |              |  |
|  |                    |                    |                    |             |             |  |  |               |                    |                    |                    |               |   |    |              |              |              |              |              |  |

### Sezione 3
|  | Primo turno  | Primo turno       | Primo turno       | Primo turno | Primo turno |  |  | Secondo turno | Secondo turno  | Secondo turno | Secondo turno | Secondo turno |    |   | Ultimo turno | Ultimo turno | Ultimo turno | Ultimo turno | Ultimo turno |  |
|  |              |                   |                   |             |             |  |  |               |                |               |               |               |    |   |              |              |              |              |              |  |
|  |              |                   |                   |             |             |  |  |               |                |               |               |               |    |   |              |              |              |              |              |  |
|  |              |                   |                   |             |             |  |  | 3             | Rik De Voest   | 6             | 5             | 6             |    |   |              |              |              |              |              |  |
|  | Scott Lipsky | Scott Lipsky      | Scott Lipsky      | 6           | 3           |  |  |               | Chen Ti        | 2             | 7             | 4             |    |   |              |              |              |              |              |  |
|  | Chen Ti      | Chen Ti           | Chen Ti           | 78          | 6           |  |  |               |                |               |               |               |    |   | 3            | Rik De Voest | Rik De Voest | 7            | 6            |  |
|  | WC           | Ahmed Abdul Razak | Ahmed Abdul Razak | 1           | 2           |  |  |               |                | 6             | Michael Yani  | Michael Yani  | 63 | 4 |              |              |              |              |              |  |
|  |              | Wang Yeu-tzuoo    | Wang Yeu-tzuoo    | 6           | 6           |  |  |               | Wang Yeu-tzuoo | 6             | 3             | 4             |    |   |              |              |              |              |              |  |
|  |              |                   |                   |             |             |  |  | 6             | Michael Yani   | 3             | 6             | 6             |    |   |              |              |              |              |              |  |
|  |              |                   |                   |             |             |  |  |               |                |               |               |               |    |   |              |              |              |              |              |  |

### Sezione 4
|  | Primo turno       | Primo turno          | Primo turno          | Primo turno | Primo turno |  |  | Secondo turno | Secondo turno        | Secondo turno        | Secondo turno | Secondo turno |   |   | Ultimo turno | Ultimo turno      | Ultimo turno      | Ultimo turno | Ultimo turno |  |
|  |                   |                      |                      |             |             |  |  |               |                      |                      |               |               |   |   |              |                   |                   |              |              |  |
|  |                   |                      |                      |             |             |  |  |               |                      |                      |               |               |   |   |              |                   |                   |              |              |  |
|  |                   |                      |                      |             |             |  |  | 4             | Marinko Matosevic    | Marinko Matosevic    | 6             | 79            |   |   |              |                   |                   |              |              |  |
|  | WC                | Yew-Ming Si          | Yew-Ming Si          | 4           | 2           |  |  |               | Stanislav Poplavskij | Stanislav Poplavskij | 2             | 67            |   |   |              |                   |                   |              |              |  |
|  |                   | Stanislav Poplavskij | Stanislav Poplavskij | 6           | 6           |  |  |               |                      |                      |               |               |   |   | 4            | Marinko Matosevic | Marinko Matosevic | 6            | 6            |  |
|  | Michail Elgin     | Michail Elgin        | 6                    | 64          | 7           |  |  |               |                      | 7                    | Rajeev Ram    | Rajeev Ram    | 3 | 4 |              |                   |                   |              |              |  |
|  | Jean-Julien Rojer | Jean-Julien Rojer    | 4                    | 7           | 65          |  |  |               | Michail Elgin        | 1                    | 6             | 3             |   |   |              |                   |                   |              |              |  |
|  |                   |                      |                      |             |             |  |  | 7             | Rajeev Ram           | 6                    | 4             | 6             |   |   |              |                   |                   |              |              |  |
|  |                   |                      |                      |             |             |  |  |               |                      |                      |               |               |   |   |              |                   |                   |              |              |  |